# معاهدة سانت لويس (1804)
معاهدة سانت لويس؛ هي اسم لعدة معاهدات متتالية، بين الولايات المتحدة وعدة قبائل من الأمريكيين الأصليين في الولايات المتحدة، خلال الفترة الممتدة ما بين 1804 و1824.

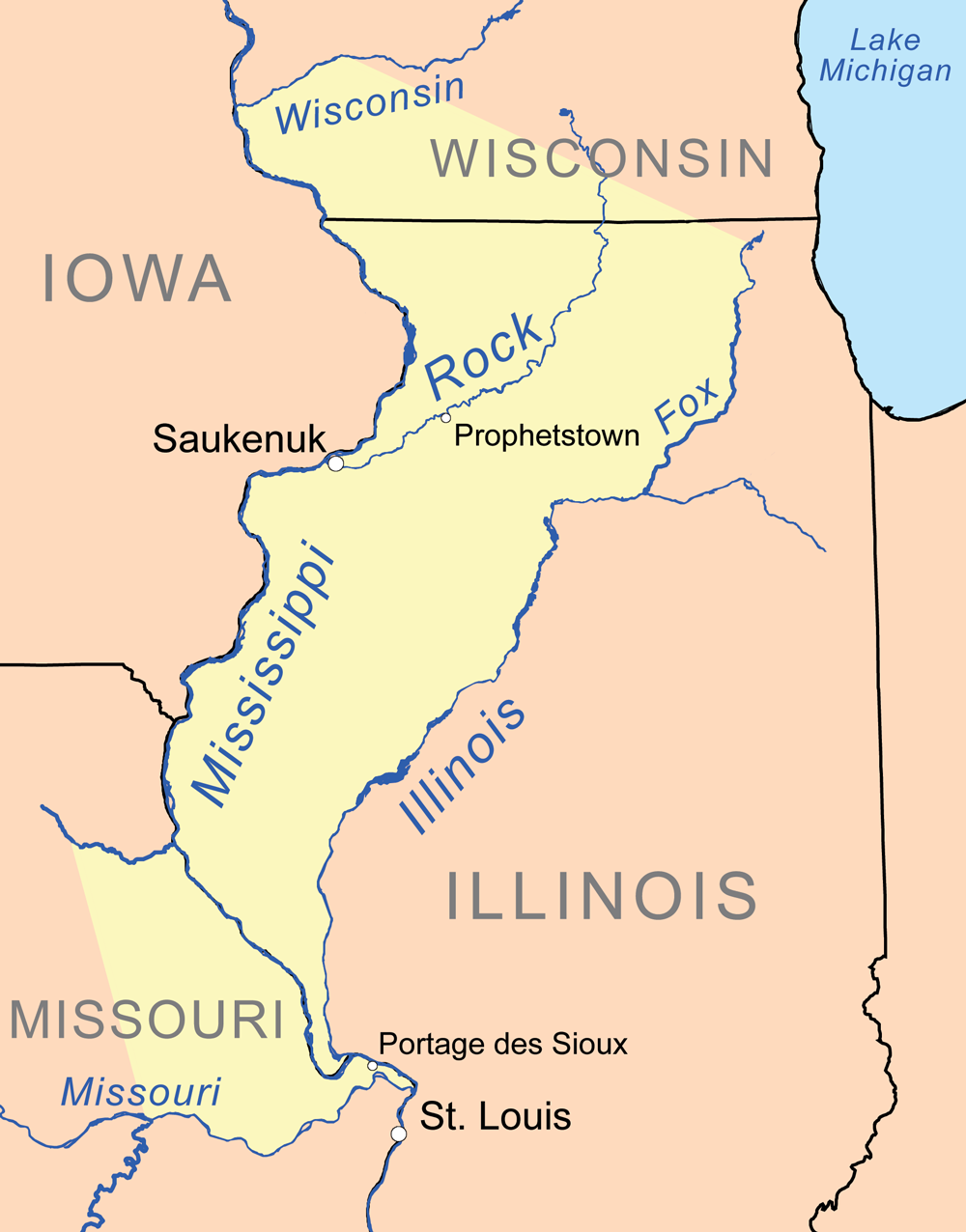
الاراضي التي تنازل عنها السكان الاصليين تظهر باللون الاصفر

وقعت معاهدة سانت لويس عام 1804؛ بين ويليام هنري هاريسون ممثلا للولايات المتحدة، وكواشكيم (Quashquame) ممثلا لقبائل السوك (Sauk) ومسكواكي (Meskwaki)، وقد وقعت المعاهدة في الثالث من تشرين الثاني سنة 1804. وأعلنت في 21 شباط 1805. وقد تم توقيع المعاهدة في بورت ديس سيوكس، ميسوري، التي تقع مباشرة شمال سانت لويس، ميسوري. بمقابل حصول القبائل على بضائع بسعر 1000$ سنويا، على أن تتخلى  عن جزء من الأرض تمتد من شمال شرق ميسوري عبر كل ولاية إلنوي تقريبا شمال نهر الينوي بالإضافة لقسم كبير من جنوب ويسكونسن. وكانت هذه المعاهدة موضع استياء شديد من قبل شعب السوك Sauk، خصوصا بلاك هوك (زعيم القبيلة) الذي شعر أن كواشكيم (Quashquame) غير مخوّل لتوقيع الاتفاقية؛ وهذا ما دفع الكثير من شعب السوك (Sauk) للانحياز للبريطانيين خلال حرب 1812.
كانت الشروط المحددة للحدود هي كالتالي:
أن يكون خط الحدود العام بين أراضي الولايات المتحدة والقبائل الهندية المذكورة على النحو التالي:
- بداية من نقطة في نهر ميسوري مقابل مصب نهر غاسكوناد؛ من هناك في مسار مباشر لنهر جيفريون على مسافة ثلاثين ميلاً من منبعه، وأسفل جيفريون إلى الميسيسيبي، ومن ثم إلى مصب نهر أويسكونسينغ ونحو ذلك إلى نقطة يجب أن تكون ستة وثلاثين ميلا في خط مباشر من مصب النهر المذكور، ومن هناك بخط مباشر إلى النقطة التي يغادر فيها نهر فوكس (فرع من إلينوي) البحيرة الصغيرة التي تسمى Sakaegan، ومن ثم أسفل نهر فوكس إلى نهر إلينوي، ونزولاً على نهر المسيسيبي.
- حاليا، تقوم القبائل المذكورة بالتنازل والتخلي إلى الأبد للولايات المتحدة عن جميع الأراضي المضمنة داخل الحدود الموضحة أعلاه، مقابل حصولهم على قسط سنوي من البضائع (بقيمة ألفين ومائتين وثلاثين دولارًا وخمسين سنتًا).

وقد كان وليام هنري هاريسون، ممثل الولايات المتحدة، حاكماً لإقليم إنديانا ومقاطعة لويزياناوالمشرف على شؤون الهنود في الإقليم والمنطقة المذكورة. حزب سوك الذي وقّع المعاهدة، بقيادة كواشكوامي، لم يكن يتوقع أن يتفاوض على الأرض، ولا يشمل زعماء القبائل المهمين الذين كانوا عادة في مثل هذه المفاوضات. لم يعترف بلاك هوك بالمعاهدة على أنها صالحة، وهذا أدى به للانحياز إلى جانب البريطانيين، ضد المستوطنين في المنطقة، خلال حرب عام 1812. وقد تم التأكيد على المعاهدة مرة أخرى في معاهدات بورتس ديس سو في عام 1815 في نهاية الحرب. وفي النهاية قاد بلاك هوك حرب بلاك هوك لمحاربة شروطها.
في سيرته الذاتية، ذكر بلاك هوك:
وقد أرسل كل من كاشكوام وباشباهو وأوشوكاكا وهاشاكارهيوكا من قبل ساكز إلى سانت لويس لمحاولة إطلاق سراح سجين قتل أمريكيًا. كان تقليد ساك لمعرفة ما إذا كان الأمريكيون سيطلق سراح صديقهم. كانوا على استعداد لدفع ثمن الشخص المقتول، وبالتالي تغطي الدم وتلبية علاقات الرجل المقتول.
عند العودة جاء Quashquame والحزب وأعطانا الحساب التالي لمهمتهم:
عند وصولنا إلى سانت لويس، التقينا بوالدنا الأمريكي وشرح لنا أعمالنا، وحثنا على إطلاق سراح صديقنا. أخبرنا الرئيس الأمريكي أنه يريد الأرض. اتفقنا على منحه بعض منها على الجانب الغربي من ولاية مسيسيبي، وبالمثل مساحة أكبر على جانب إلينوي قبالة جيفريون. عندما تم ترتيب جميع الأعمال، كنا نتوقع أن يتم إطلاق سراح صديقنا ليعود إلى الوطن معنا. حول الوقت كنا على استعداد لبدء أخينا كان خارج عن السجن. بدأ وركض مسافة قصيرة عندما كان SHOT DEAD!
كان هذا كل ما يمكنهم تذكره مما قيل وفعل. يبدو لاحقا أنهم كانوا في حالة سكر في الجزء الأكبر من الوقت أثناء وجودهم في سانت لويس.
كان هذا كل ما عندي من أمة وعلم بمعاهدة 1804. وقد تم شرح ذلك لي منذ ذلك الحين. لقد وجدت في تلك المعاهدة، أن جميع أنحاء شرق ميسيسيبي، وجنوب جيفرون قد تم التنازل عنها للولايات المتحدة مقابل ألف دولار في السنة. سأترك الأمر لشعب الولايات المتحدة ليقول ما إذا كانت أمتنا ممثلة تمثيلاً صحيحاً في هذه المعاهدة؟ أو هل حصلنا على تعويض عادل عن حجم البلد الذي تنازل عنه هؤلاء الأفراد الأربعة؟